# 木村夏江
木村 夏江（きむら なつえ、本名同じ。1947年8月11日 - ）は、日本の女優。東京都大田区出身。以前は東京俳優生活協同組合に所属していた。

## 来歴・人物
5人姉妹の末っ子。二女は同じく女優の木村俊恵。
1966年、立正学園女子高（現・文教大学付属高）卒業後、2年間英国に留学。
1969年、文学座付属研究所の9期生として入所。研究生時代から多くの舞台や映画に出演。卒業後もテレビドラマに多数出演している。

## 代表的な出演作品

### 舞台
研究生時代
- 十三夜（一般公演の初出演作）
- ロミオとジュリエット
- 花電車（坂口安吾『桜の木の満開の下』より）
- 血に咽ぶ樺太の伝説

独立後
- 人柱お糸物語

### 映画
- 続若者たち・若者はゆく（1969年、監督：森川時久）
- 戦争と人間・第二部 愛と悲しみの山河（1971年、監督：山本薩夫）
- 花街の母（1979年、監督：西河克己）
- 徳川一族の崩壊（1980年、監督：山下耕作）
- 影の軍団 服部半蔵（1980年、監督：工藤栄一）
- あゝ野麦峠 新緑篇（1982年、監督：山本薩夫）
- みんなあげちゃう♡（1985年、監督：金子修介）

### テレビドラマ
- 挽歌（1971年、NHK）
- つくし誰の子 第1シリーズ（1971年、NTV）
- 飛び出せ!青春 第21話「学園の子連れ狼」（1972年、NTV / 東宝） - 三杉恵子 役
- 青春をつっ走れ 第4話 「オニのコーチはしごくのさ!」(1972年、CX/松竹)-曽我まゆみ 役
- 赤ひげ（1972年、NHK） - おけい 役
- 遠山の金さん捕物帳 第127話「尼になった男」（1972年、NET / 東映京都） - およし 役
- 土曜日の女シリーズ 天使が消えていく（1973年、NTV）
- 暗闇仕留人（1974年、ABC / 松竹京都） - 糸井あや 役
- 非情のライセンス 第2シリーズ 第32話「兇悪のバラード」（1975年、NET / 東映） - 矢代圭子 役
- 優しい時代（1978年、NHK） - 梶美智子 役
- 熱中時代 第2シリーズ 第13話「熱中先生 お化け退治」（1980年、NTV） - 母親・邦子 役
- 大江戸捜査網 第619話「姫が消えた非情の囮作戦」（1983年、TX / 三船プロ） - お市の方 役
- 火曜サスペンス劇場「松本清張の知られざる動機」（1983年、NTV / 松竹） - 井上夫人
- NHK大河ドラマ「太平記」（1991年、NHK） - 春渓尼 役
- さすらい刑事旅情編IV 第21話「南国土佐の殺意・ホテルから消えた女医」（1992年、ANB / 東映東京）
- あの日に帰りたい（1993年、CX / AVEC）
- 火曜サスペンス劇場「小京都ミステリー16 みちのく角館殺人事件」（1996年、NTV / 大映テレビ） - 守屋朝子 役
- 弁護士猪狩文助2 罪を逃れて笑う奴（2002年、TBS / 国際放映）
- 任侠ヘルパー 第6話 （2009年8月13日、CX） - 徳田多恵子 役

### オリジナルビデオ
- ウルトラセブン 模造された男（バップ・円谷プロ、1999年） - イケダ夫人

### 吹き替え
- 暗黒街のふたり（ミムジー・ファーマー）